# The Great Pretender (álbum)
The Great Pretender es el vigesimosexto álbum de Dolly Parton.

## Lista de canciones
1. "Save the Last Dance for Me" - 3:52
2. "I Walk the Line" - 3:35
3. "Turn! Turn! Turn!" - 4:27
4. "Downtown" - 3:20
5. "Elusive Butterfly" - 2:46
6. "She Don't Love You Like I Love You" - 3:40
7. "We'll Sing in the Sunshine" - 3:21
8. "I Can't Help Myself" - 2:51
9. "We Had it All" - 3:52
10. "The Great Pretender" - 3:44